# Leon De Foere
Leon De Foere (Brugge 1843 - Sint-Andries 1915) was een Belgisch historicus.

## Familie
Léon De Foere was de zoon van de arts Lodewijk De Foere (Tielt 24 april 1795 - Brugge 1 november 1865) en van Marie-Thérèse Van Hoorne (Lichtervelde 12 mei 1810 - Brugge 12 december 1891). Zijn vader Lodewijk was de jongere broer van priester en constituant Leo de Foere. Hij behaalde zijn diploma van doctor in de geneeskunde aan de universiteit van Gent in 1825. Hij woonde en had zijn praktijk te Brugge in de Vlamingstraat. 
Het gezin telde zes kinderen. Na Leon kwamen:
- Auguste (1845-1915), die, zoals Leon, een tijdje secretaris was van de Société d'Emulation. Hij was gemeenteraadslid (1884-1903), schepen (1891-1895), locoburgemeester (1894-1895) van Sint-Kruis bij Brugge. Hij woonde op het kasteel Warrem in Sint-Kruis. Hij trouwde met Gabrielle Vandenhende en ze hadden een zoon, Louis de Foere (1885-1952). Louis de Foere trouwde met Jeanne du Trieu de Terdonck (1891-1972).  Uit dit huwelijk sproten vier kinderen met afstammelingen tot op heden.
- Marie-Louise (1847-1852)
- Louise (1849-1922)
- Victor (1850-1870)
- Alphonse (1852-1915), werd doctor in de rechten en was gemeenteraadslid van Sint-Kruis. Hij was hoofdman (1894-1915) van de Schuttersgilde van Sint-Sebastiaan in deze gemeente.

## Geschiedenis
De Foere was doctor in de rechten (KU Leuven, 1865) en leefde als rentenier in Brugge en Sint-Andries.
Hij werd bestuurslid van het Genootschap voor Geschiedenis te Brugge in 1873. Hij was penningmeester in 1873-1874 en 1882-1891. Van 1877 tot 1882 was hij bibliothecaris en vanaf 1882 secretaris.

## Publicaties
- Fédération archéologique et historique de Belgique. Compte rendu des travaux du congrès tenu à Bruges les 22,23, 24 et 25 août 1887
- Fédération archéologique et historique de Belgique. Compte rendu des travaux du congrès tenu à Bruges su 10 au 14 août 1902